# Folly fort
Ne doit pas être confondu avec Fort Folly.

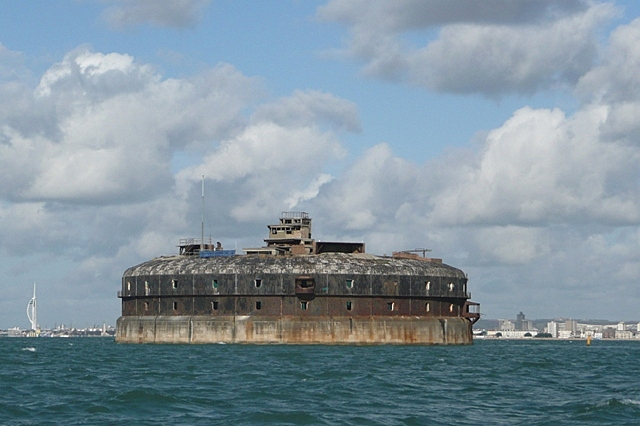
, l'un des plus grands folly fort du dispositif de défense de Portsmouth

Un folly fort, Palmerston's folly (« folie de Palmerston ») ou fort de Palmerston est un type de fort de très petite taille, principalement construit par les Britanniques au XIXe siècle généralement en eaux peu profondes.

## Description
Les folly forts ont pour caractéristique principale d'être construits sur l'eau, très près du bord, Ils sont de très petite taille et exclusivement destinés à un usage militaire défensif. Les folly forts n'ont pas pour objectif d'être utilisés comme logement pour des garnisons permanentes. 
Ce type de construction est nouveau au XIXe siècle où le terme « fort » n'englobe alors pas ce genre de fortifications de défense et se limite aux édifices militaires à terre de beaucoup plus grandes tailles.

## Histoire
Au XIXe siècle, durant l'Époque victorienne, la crainte d'une invasion française pousse l'Angleterre à ériger des défenses le long de ses côtes. Sur l'initiative de la Commission Royale de Défense du Royaume-Uni de 1859 et de Lord Palmerston, premier ministre de 1855 à 1865 le pays amorce la construction de fortifications,. Les premiers Palmerston Forts (Forts de Palmerston) sont construits dans le sud de l'Angleterre. Ils acquièrent le nom de « Palmerston's folly » (les extravagances/folies de Palmerston) de par leurs coûts dispendieux et leurs apparences atypiques, les premiers forts, construits pour protéger les Dockyards de Portsmouth ayant leurs canons tournés vers l'Angleterre afin de pouvoir bombarder des troupes ayant réussi un débarquement,.

## Folly fortsde Chine

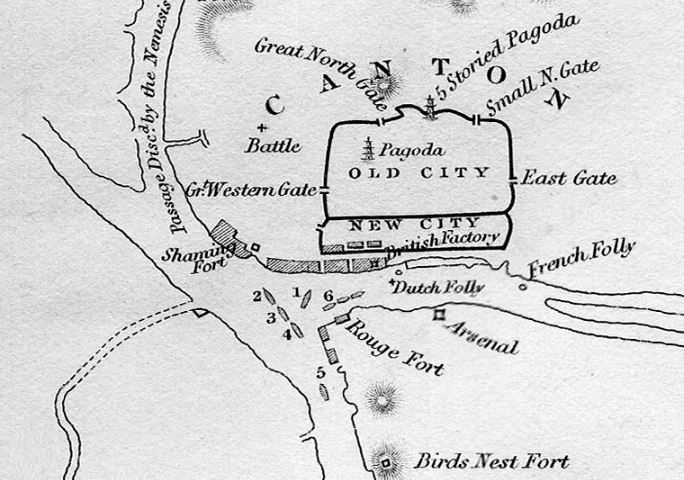
Carte des forts de Canton avec les forts French Folly et Dutch Folly

La deuxième moitié du XIXe siècle est également très marquée par les tensions et guerres qui opposent les Européens et les Chinois. Des forts similaires aux forts construits par Lord Palmerston en Angleterre sont construits par les Européens et sont nommés sur les cartes et documents d'archive « folly forts » ou simplement « folly ». 
Les forts French Folly et Dutch folly jouèrent un rôle clé au cours de la Première bataille de Canton (1856) durant la seconde guerre de l'opium.

### FortDutch Folly
23° 06′ 48″ N, 113° 15′ 18″ E

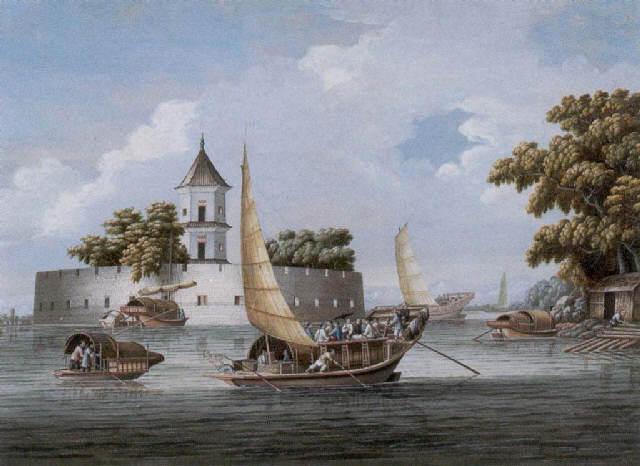
Fort Dutch Folly

Le fort Dutch Folly était situé sur une petite île de la rivière des Perles à Canton (Chine). Le fort fut pris le 24 octobre 1856, et occupé par les Britanniques durant la première bataille de Canton, augmentant encore la domination anglaise sur la ville. Le fort est aujourd'hui détruit et l'emplacement est occupé par deux gratte-ciels situés en bord d'eau et non plus sur une île, cette dernière ayant disparu avec le remblaiement en terre-plein de larges portions de la rivière.

### FortFrench Folly
23° 07′ 14″ N, 113° 16′ 38″ E
La localisation initiale du fort French Folly se trouve aujourd'hui bien à l'intérieur des terres en raison du remblaiement en terre-plein de la rivière. Le fort dont les canons protégeaient une flotte de jonques de guerre chinoise fut capturé par les Britanniques le 6 novembre 1856 quelques jours après la première bataille de Canton durant la seconde guerre de l'opium.

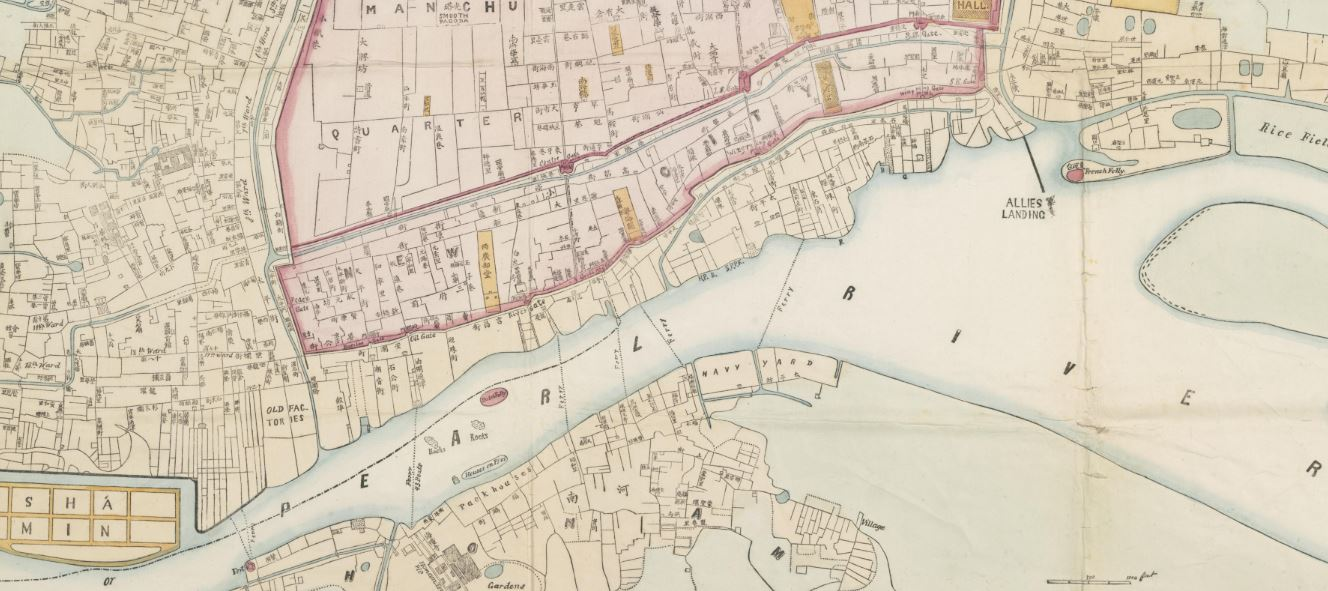
Carte de Canton et de sa région en 1860, les folly forts French Folly et Dutch Folly, situés sur la rivière, sont en rouge.